# Liste der Biografien/Gou
Liste der Biografien |
Portal Biografien |
Personensuche
# |
A |
B |
C |
D |
E |
F |
G |
H |
I |
J |
K |
L |
M |
N |
O |
P |
Q |
R |
S |
T |
U |
V |
W |
X |
Y |
Z |
?
 
Ga |
Gb |
Gc |
Gd |
Ge |
Gf |
Gh |
Gi |
Gj |
Gk |
Gl |
Gm |
Gn |
Go |
Gp |
Gq |
Gr |
Gs |
Gu |
Gv |
Gw |
Gy |
Gz
 
Goa |
Gob |
Goc |
God |
Goe |
Gof |
Gog |
Goh |
Goi |
Goj |
Gok |
Gol |
Gom |
Gon |
Goo |
Gop |
Gor |
Gos |
Got |
Gou |
Gov |
Gow |
Goy |
Goz
Die Liste der Biografien führt alle Personen auf, die in der deutschsprachigen Wikipedia einen Artikel haben. Dieses ist eine Teilliste mit 471 Einträgen von Personen, deren Namen mit den Buchstaben „Gou“ beginnt.

## Gou
- Gou, Peggy (* 1991), koreanische DJ, Musikproduzentin und ModedesignerinPeggy Gou (* 1991)

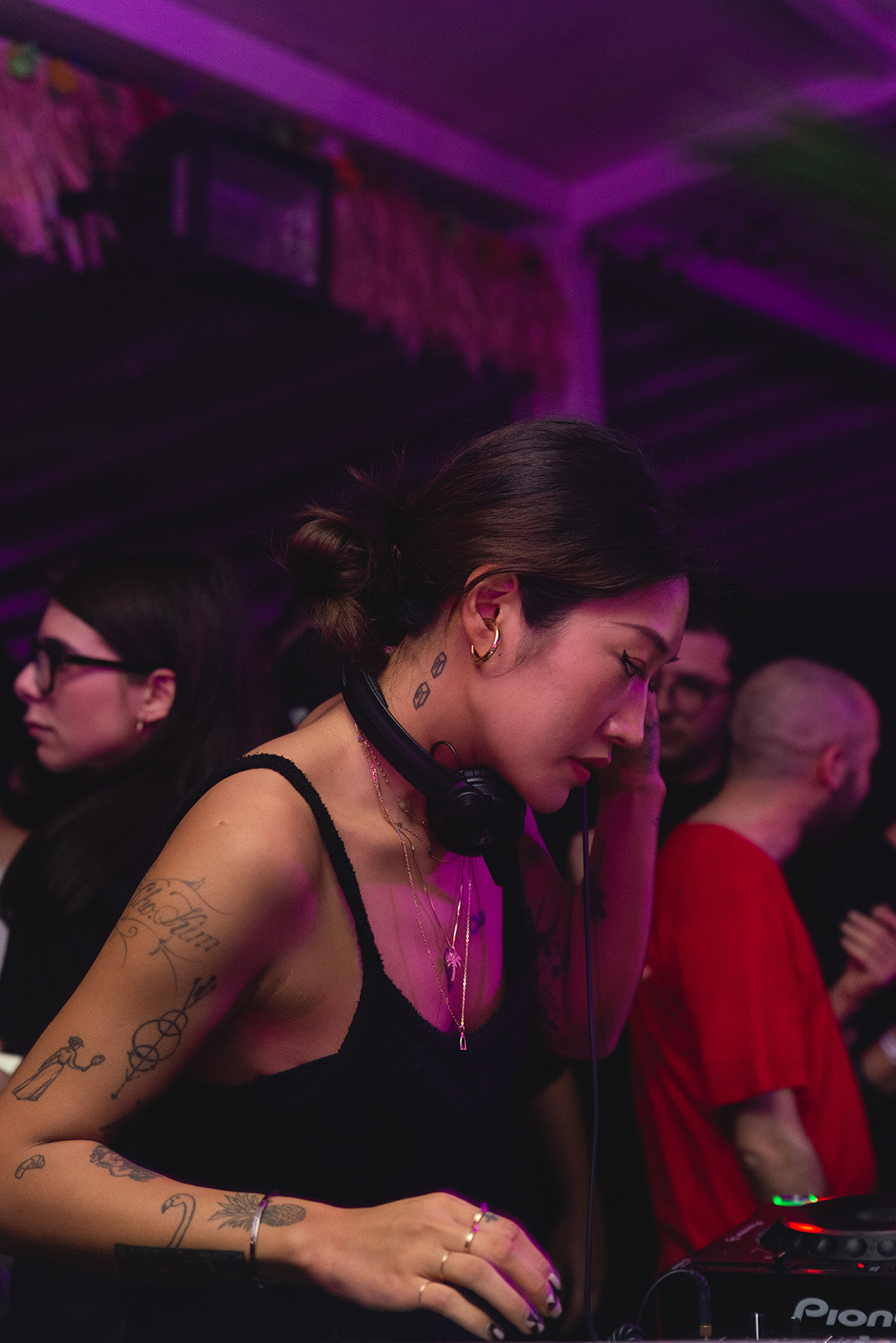
Peggy Gou (* 1991)

- Gou, Terry (* 1950), taiwanischer Manager

### Goua
- Gouadec, Daniel, französischer Sprachwissenschaftler
- Gouaffo, Albert (* 1965), kamerunischer Germanist, Literaratur- und Kulturwissenschaftler
- Gouaida, Mohamed (* 1993), französischer Fußballspieler
- Goualch, Pierre-Alain (* 1973), französischer Jazzpianist
- Gouan, Antoine (1733–1821), französischer Arzt und Botaniker
- Gouaned, Mohamed Ali (* 2002), algerischer Mittelstreckenläufer
- Gouano, Prince-Désir (* 1993), französischer Fußballspieler

### Goub
- Goubau, Georg (1906–1980), deutscher Physiker
- Goubaux, Prosper-Parfait (1795–1859), französischer Dramatiker und Pädagoge
- Goubé, Jennifer, französische Balletttänzerin und Tanzpädagogin
- Goubeau, Josef (1901–1990), deutscher Chemiker
- Goubert, Édouard (1894–1979), französisch-indischer Politiker, Mitglied der Nationalversammlung
- Goubert, Jean (* 1994), französischer Radrennfahrer
- Goubert, Pierre (1915–2012), französischer Historiker
- Goubert, Simon (* 1960), französischer Jazz-Schlagzeuger und Pianist
- Goubert, Stéphane (* 1970), französischer Radrennfahrer
- Gouberville, Gilles de (1521–1578), französischer Tagebuchautor
- Goubet, Claude (1837–1903), französischer Ingenieur und Erfinder
- Goubie, Jean-Richard (1842–1899), französischer Tiermaler
- Goubran, Alfred (* 1964), österreichischer Autor, Musiker

### Gouc
- Goucha, Manuel Luís (* 1954), portugiesischer Fernsehmoderator
- Goucher, Kara (* 1978), US-amerikanische Langstreckenläuferin

### Goud
- Gouda, Johann von (1571–1630), niederländischer Jesuit und Prediger
- Gouda, Said (1931–2014), ägyptischer Gewichtheber
- Goudal, Jetta (1891–1985), US-amerikanische Film- und Theaterschauspielerin niederländischer Herkunft
- Goudarzi, Nicol (* 1976), deutsche Pädagogin und Autorin
- Goudarzi, Sadegh Saeed (* 1987), iranischer Ringer
- Goudbeek, André (* 1946), niederländischer Jazz- und Improvisationsmusiker (Altsaxophon, Bassklarinette, Komposition)
- Goudchaux, Michel (1797–1862), französischer Journalist und Staatsmann
- Goudé, Charles Blé (* 1972), ivorischer Politiker
- Goude, Ingrid (* 1937), schwedisches Model und Filmschauspielerin
- Goude, Jean-Paul (* 1940), französischer Grafik-Designer, Illustrator, Fotograf und WerbefilmregisseurJean-Paul Goude (* 1940)

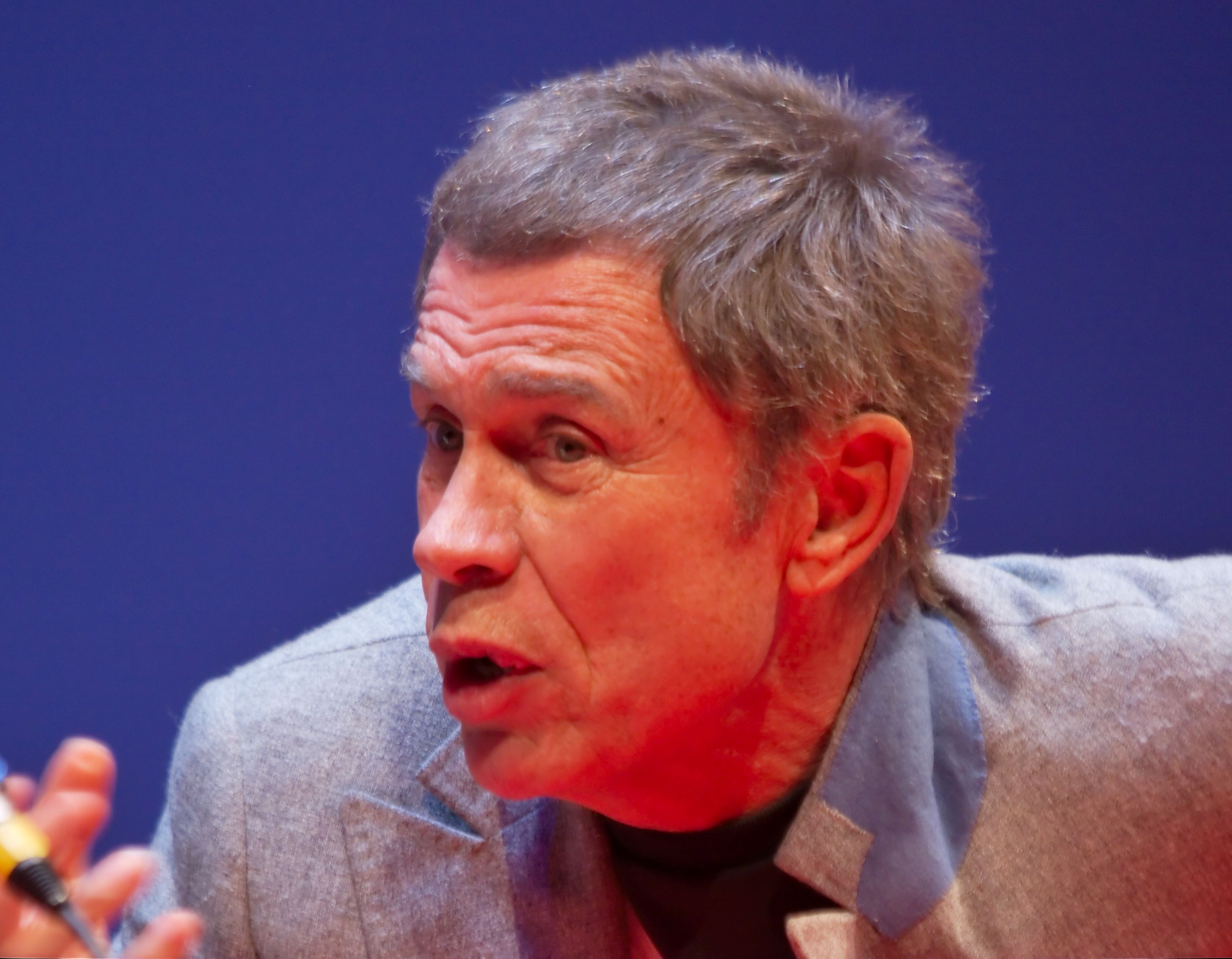
Jean-Paul Goude (* 1940)

- Goudeau, Émile (1849–1906), französischer Journalist, Autor und Dichter und Mitgründer des Kabaretts Le Chat Noir
- Goudeau, Jean-Pierre (1933–2024), französischer Sprinter
- Goudefroy, Erich (1880–1960), deutscher Eisenbahnbeamter
- Goudefroy, Hans (1900–1961), deutscher Jurist und Vorstandsvorsitzender der Allianz Versicherungs-AG
- Goudeket, Helena Elisabeth (1910–1943), niederländische Malerin
- Goudeket, Isidor (1883–1943), niederländischer Turner
- Goudeler, Paulus, Dresdner Ratsherr und Bürgermeister
- Goudelin, Pierre (1550–1619), Rechtsgelehrter und juristischer Schriftsteller
- Goudelock, Andrew (* 1988), US-amerikanischer Basketballspieler
- Goudge, Chris (1935–2010), britischer Hürdenläufer
- Goudge, Elizabeth (1900–1984), englische Schriftstellerin
- Goudhaire, Leonard († 1724), wallonisch-brabanter Steinmetz
- Goudie, Colin (* 1961), britischer Filmeditor
- Goudie, Frank (1899–1964), US-amerikanischer Jazz-Sänger und Klarinettist des Swing
- Goudie, Mary, Baroness Goudie (* 1946), britische Politikerin
- Goudimel, Claude, französischer Komponist der Renaissance
- Goudin, Antoine († 1695), französischer Theologe, Dominikaner und Philosoph
- Goudin, Hélène (* 1956), schwedische Politikerin, MdEP
- Goudin, Mathieu-Bernard (1734–1817), französischer Mathematiker und Astronom
- Goudman, Louis Jacques (1880–1939), niederländischer Maler
- Goudmijn, Kenzo (* 2001), niederländisch-surinamischer Fußballspieler
- Goudoever, Antonie van (1785–1857), niederländischer Klassischer Philologe
- Goudoever, Louis Christiaan van (1820–1894), niederländischer Mediziner
- Goudot, Jules Prosper (1803–1858), französischer Forschungsreisender
- Goudot, Justin Marie (1802–1847), französischer Forschungsreisender
- Goudou, Patrick (* 1950), französischer Manager und war der erste Exekutivdirektor der Europäischen Agentur für Flugsicherheit (EASA) (2003–2010)
- Goudoux, Jean (1910–1963), französischer Politiker, Mitglied der Nationalversammlung
- Goudreault, Henri (1928–1998), kanadischer Ordensgeistlicher und Erzbischof von Grouard-McLennan
- Goudreault, Pierre (* 1963), kanadischer Geistlicher, römisch-katholischer Bischof von Sainte-Anne-de-la-Pocatière
- Goudsblom, Johan (1932–2020), niederländischer Soziologe
- Goudsmit, Anton (* 1967), niederländischer Jazzgitarrist
- Goudsmit, Joël Emanuel (1813–1882), niederländischer Rechtswissenschaftler
- Goudsmit, Samuel Abraham (1902–1978), US-amerikanischer Physiker
- Goudstikker, Jacques (1897–1940), niederländischer Kunsthändler
- Goudstikker, Mathilde Nora (1874–1934), Porträt- und Architekturfotografin
- Goudstikker, Sophia (1865–1924), Fotografin, FrauenrechtlerinSophia Goudstikker (1865–1924)

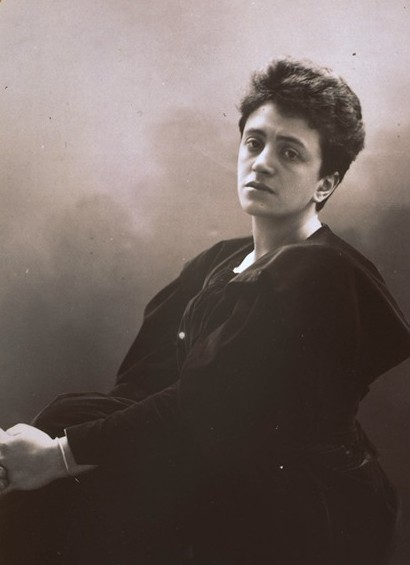
Sophia Goudstikker (1865–1924)

- Goudt, Hendrick († 1648), holländischer Maler und Drucker
- Goudy, Frederic William (1865–1947), US-amerikanischer Typograf
- Goudy, Henry (1848–1921), britischer Jurist und Hochschullehrer
- Goudy, Yann (* 1975), französischer Autorennfahrer

### Goue
- Goué, August Siegfried von (1743–1789), deutscher Schriftsteller
- Gouédard, Marcel (1921–1946), französischer Fußballspieler
- Gouel, Eva (1885–1915), französische Lebensgefährtin Picassos (1912–1915)
- Gouénon, Adeline (* 1994), ivorische Sprinterin
- Gouery, Bruno (* 1975), französischer SchauspielerBruno Gouery (* 1975)

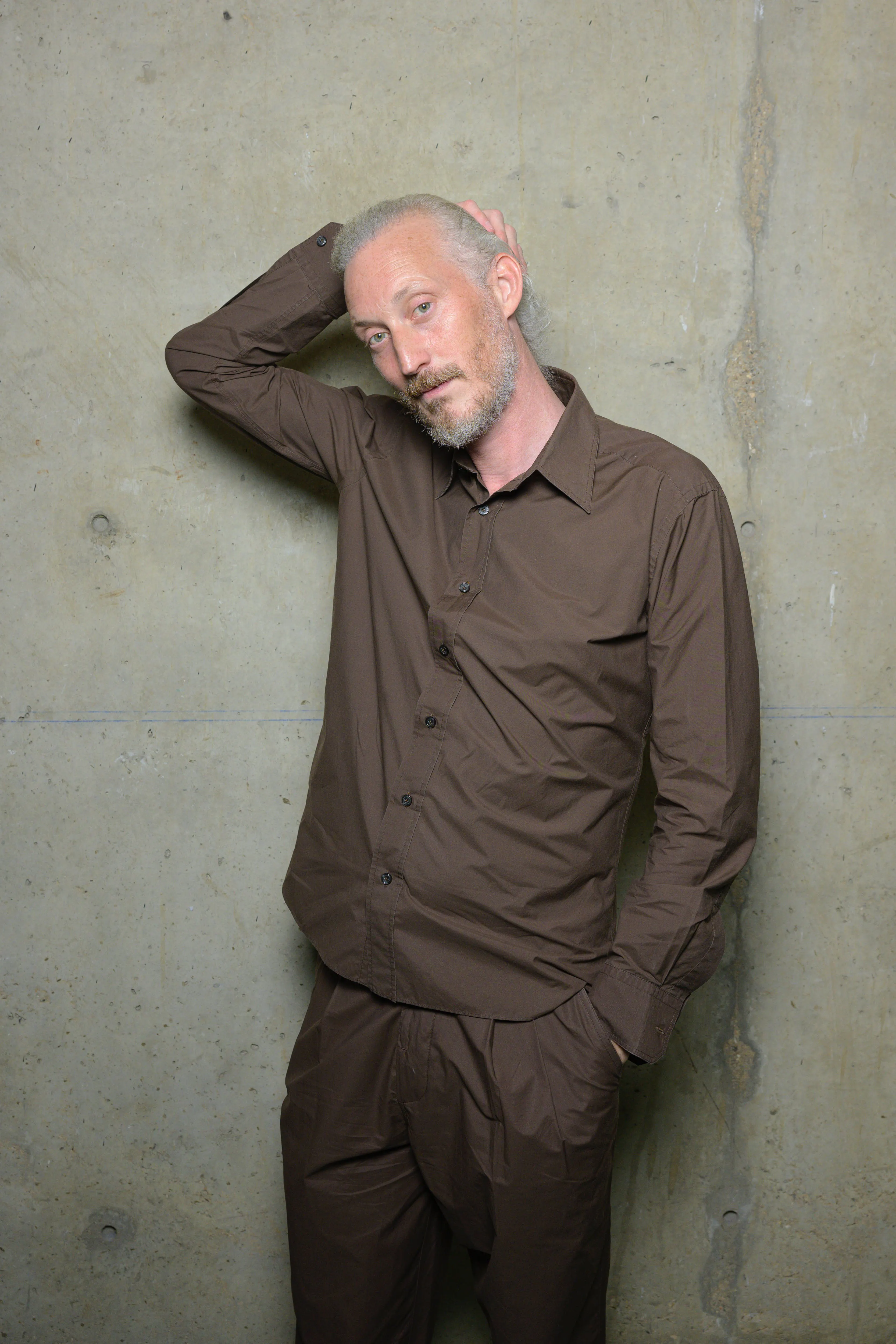
Bruno Gouery (* 1975)

- Goueslard, Patrice (* 1965), französischer Autorennfahrer
- Goueta, Nicole (* 1937), französische Politikerin (LR/UMP/RPF)
- Gouey La Besnardière, Jean-Baptiste de (1768–1843), französischer Ministerialbeamter und Staatsrat

### Gouf
- Gouffault, Pierre (1924–2009), französischer Widerstandskämpfer und KZ-Häftling
- Gouffé, Jules (1807–1877), französischer Koch und Pâtissier
- Gouffier de Boissy, Adrien († 1523), französischer Aristokrat, Bischof und Kardinal
- Gouffier de Boisy, Artus (1474–1519), französischer Staatsmann
- Gouffier de Bonnivet, François († 1556), französischer Adliger und Militär
- Gouffier de Bonnivet, Guillaume († 1525), Admiral von Frankreich
- Gouffier, Claude († 1570), französischer Adliger, Großstallmeister von Frankreich
- Gouffier, Guillaume († 1495), französischer Adliger
- Gouffran, Yoan (* 1986), französischer Fußballspieler

### Goug
- Gougaloff, Peter (1929–2025), bulgarischer Opernsänger (Tenor)
- Gougaud, Henri (1936–2024), französischer Schriftsteller und Chansonnier
- Gougeard, Alexis (* 1993), französischer Radrennfahrer
- Gougeard, Auguste (1827–1886), französischer Politiker und Offizier
- Gougenheim, Georges (1900–1972), französischer Romanist und Sprachwissenschaftler
- Gougenot des Mousseaux, Henri Roger (1805–1876), französischer Journalist und Schriftsteller
- Gougenot, Nicolas (1580–1640), französischer Schriftsteller
- Gougeon, Denis (* 1951), kanadischer Komponist
- Gouges, Olympe de (1748–1793), französische Revolutionärin und FrauenrechtlerinOlympe de Gouges (1748–1793)

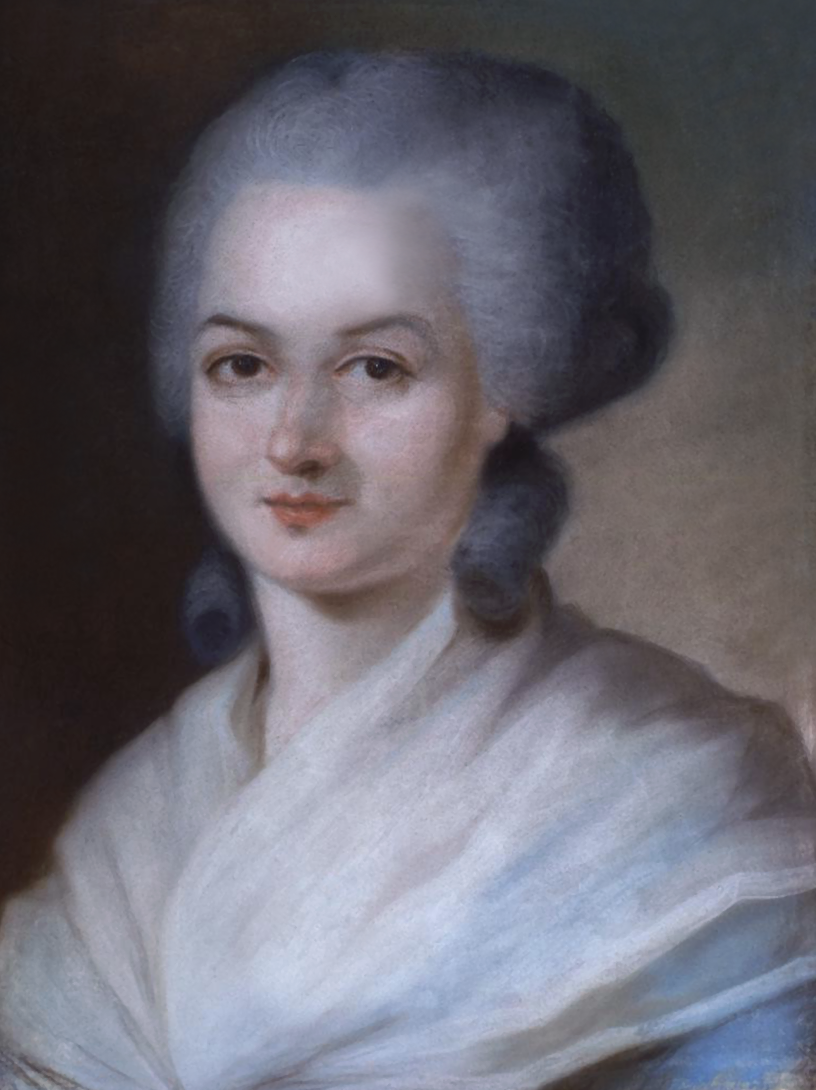
Olympe de Gouges (1748–1793)

- Gouget, Pierre (1932–2003), französischer Radrennfahrer
- Gough, Alex (* 1970), walisischer Squashspieler
- Gough, Alex (* 1987), kanadische Rennrodlerin und Sportfunktionärin
- Gough, Alexander (1614–1655), englischer Theaterschauspieler und Autor
- Gough, Alfred (* 1967), US-amerikanischer Drehbuchautor und Filmproduzent
- Gough, Amy (* 1977), kanadische Skeletonpilotin
- Gough, Charles (1693–1774), britischer Seefahrer
- Gough, Darren (* 1970), englischer Cricketspieler
- Gough, Denise (* 1980), irische Theater- und FilmschauspielerinDenise Gough (* 1980)

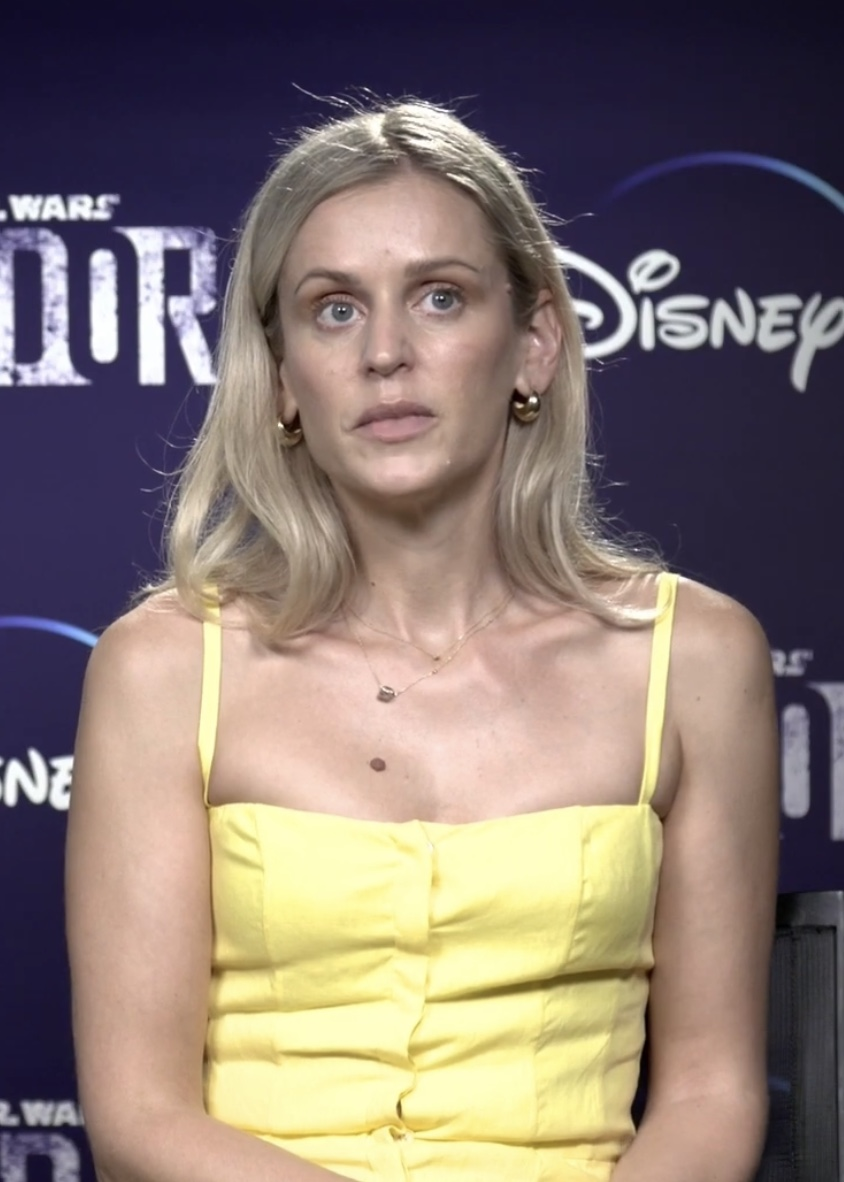
Denise Gough (* 1980)

- Gough, Douglas (* 1941), britischer Astronom
- Gough, Hubert (1870–1963), britischer General
- Gough, Hugh, 1. Viscount Gough (1779–1869), britischer Feldmarschall
- Gough, Ian (* 1976), walisischer Rugbyspieler
- Gough, Judith (* 1972), britische Diplomatin
- Gough, Julian (* 1966), irischer Literatur- und Kinderbuchautor
- Gough, Kathleen (1925–1990), britische Anthropologin und Feministin
- Gough, Lloyd (1907–1984), US-amerikanischer Schauspieler
- Gough, Mary de Lellis (1892–1983), irisch-amerikanische Mathematikerin und Hochschullehrerin
- Gough, Mathew († 1450), walisischer Söldnerführer
- Gough, Michael (1916–1973), britischer Archäologe
- Gough, Michael (1916–2011), britischer Schauspieler
- Gough, Michael (* 1982), australischer Eishockeyspieler
- Gough, Orlando (* 1953), britischer Komponist
- Gough, Regan (* 1996), neuseeländischer Radrennfahrer
- Gough, Richard (1735–1809), britischer Antiquar
- Gough, Richard (* 1962), schottischer Fußballspieler und -trainer
- Gough, Robert (1580–1624), englischer Schauspieler des Elisabethanischen Theaters
- Gough, Westley (* 1988), neuseeländischer Bahn- und Straßenradrennfahrer
- Gough-Calthorpe, Somerset (1864–1937), britischer Admiral der königlich-britischen Marine
- Gougnard, Simon (* 1991), belgischer Hockeyspieler
- Gougoltz, Jean (1875–1917), Schweizer Radrennfahrer
- Gouguenheim, Sylvain (* 1960), französischer Mittelalterhistoriker, Hochschullehrer und Autor

### Gouh
- Gouhier, Henri (1898–1994), französischer Philosoph und Hochschullehrer mit dem Schwerpunkt Geschichte der Philosophie
- Gouhier, Joël (* 1949), französischer Autorennfahrer

### Goui
- Gouiffe à Goufan, Marc (* 1984), kamerunischer Fußballspieler
- Goüin, Ernest (1815–1885), französischer Bauingenieur, Maschinenbauingenieur und Unternehmer
- Gouin, Félix (1884–1977), französischer Jurist und Politiker
- Gouin, François (1831–1896), französischer Sprachlehrer
- Gouin, Lomer (1861–1929), kanadischer Politiker, Premierminister und Vizegouverneur von Québec
- Gouirand, Doudou (* 1940), französischer Jazzsaxophonist
- Gouiri, Amine (* 2000), französischer Fußballspieler
- Gouix, Guillaume (* 1983), französischer SchauspielerGuillaume Gouix (* 1983)

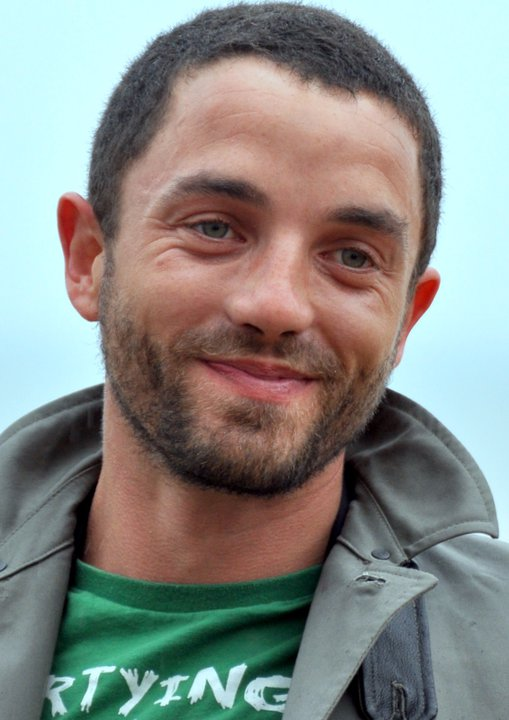
Guillaume Gouix (* 1983)

### Gouj
- Goujian († 465 v. Chr.), König von Yue (496 v. Chr.–465 v. Chr.)
- Goujon, Abel (1794–1834), französischer Buchhändler und Buchdrucker
- Goujon, Antoine Maurice (1777–1842), französischer Beamter und Schriftsteller
- Goujon, Jacques-Florent (1621–1693), französischer Franziskaner und Reisender
- Goujon, Jean, französischer Bildhauer
- Goujon, Jean (1914–1991), französischer Radrennfahrer
- Goujon, Jean-Jacques-Émile (1823–1856), französischer Astronom
- Goujon, Louis Joseph Marie Achille (1746–1810), französischer Staatsmann, Rechtsgelehrter und Sachbuchautor
- Goujon, Pierre (1623–1673), französischer Franziskaner und Hagiograph
- Goujon, Yvon (* 1937), französischer Fußballspieler und -trainer

### Gouk
- Goukoye, Abdoulkarim (1964–2021), nigrischer General

### Goul
- Goula i Soley, Joan (1843–1917), katalanischer Dirigent, Gesangspädagoge und Komponist
- Goulamirian, Arsen (* 1987), französischer Boxer im Cruisergewicht
- Goulandris, Basil (1913–1994), griechischer Reeder und Kunstsammler
- Goulão, Raiza (* 1991), brasilianische Radrennfahrerin
- Goulaouic, Charles (1938–1984), französischer Mathematiker
- Goulard, Antoine (* 1985), französischer Fußballspieler
- Goulard, Marc-Eugène de (1808–1874), französischer Politiker
- Goulard, Sylvie (* 1964), französische Politologin und Politikerin, MdEP, Präsidentin vom Mouvement Européen-France
- Goulart, Izabel (* 1984), brasilianisches ModelIzabel Goulart (* 1984)

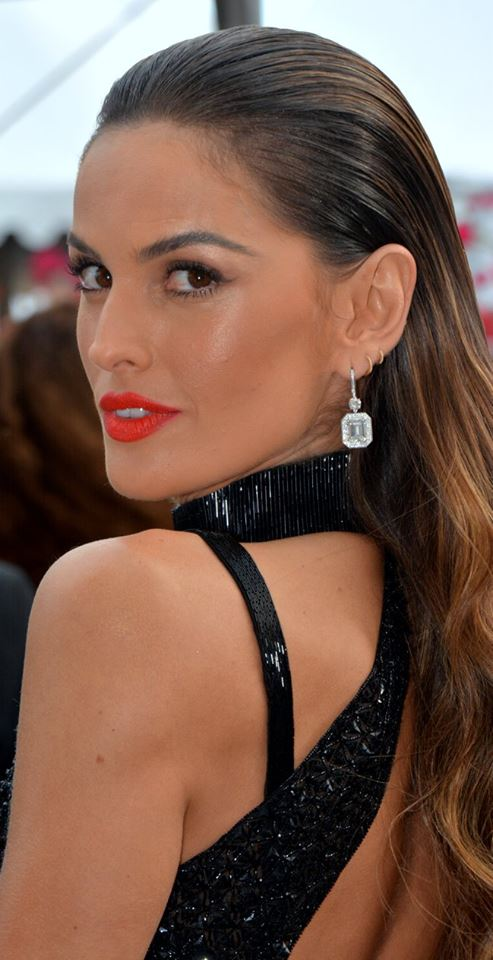
Izabel Goulart (* 1984)

- Goulart, Jaime Garcia (1908–1997), portugiesischer römisch-katholischer Theologe, Bischof von Dili
- Goulart, João (1918–1976), brasilianischer Politiker, Präsident Brasiliens (1961–1964)
- Goulart, Ricardo (* 1991), brasilianischer Fußballspieler
- Goulart, Ron (1933–2022), US-amerikanischer Schriftsteller
- Goulart, Simon (1543–1628), französischer Humanist, Übersetzer und Autor sowie reformierter Theologe
- Goulbourne, Elva (* 1980), jamaikanische Weitspringerin
- Goulburn, Henry (1784–1856), britischer Politiker (Tories, Conservative Party), Mitglied des House of Commons
- Gould, Alexander (* 1994), US-amerikanischer Schauspieler und Synchronsprecher
- Gould, Alice Bache (1868–1953), US-amerikanische Mathematikerin, Philanthropin und Historikerin
- Gould, Arthur (1857–1946), US-amerikanischer Politiker
- Gould, Arthur Corbin (1850–1903), amerikanischer Sportschütze, Waffenexperte und Autor
- Gould, Augustus Addison (1805–1866), US-amerikanischer Conchologe und Malakologe
- Gould, Benjamin Apthorp (1824–1896), US-amerikanischer Astronom
- Gould, Billy (* 1963), US-amerikanischer Musiker, Musik-Produzent und Unternehmer im RockgeschäftBilly Gould (* 1963)

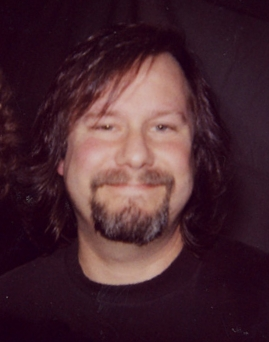
Billy Gould (* 1963)

- Gould, Bobby (* 1946), englischer Fußballspieler und -trainer
- Gould, Bobby (* 1957), kanadischer Eishockeyspieler, -trainer und -funktionär
- Gould, Chad (* 1982), englisch-philippinischer Fußballspieler
- Gould, Chester (1900–1985), US-amerikanischer Comicautor und -zeichner
- Gould, Dana (* 1964), US-amerikanischer Komiker und Schauspieler
- Gould, Dave (1899–1969), US-amerikanischer Choreograf und Regisseur
- Gould, Elizabeth (1804–1841), englische Illustratorin
- Gould, Elizabeth (* 1962), US-amerikanische Neurowissenschaftlerin und Psychologin
- Gould, Elliott (* 1938), US-amerikanischer SchauspielerElliott Gould (* 1938)

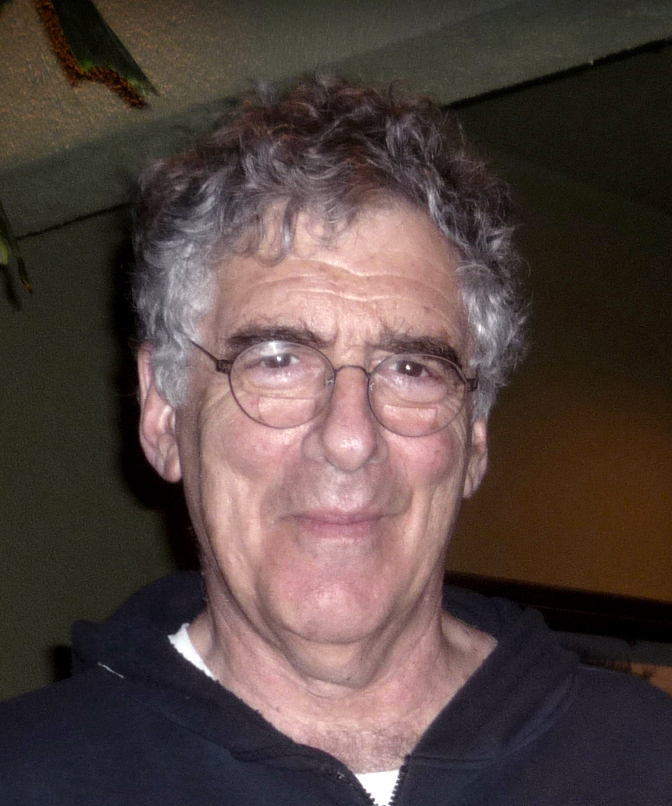
Elliott Gould (* 1938)

- Gould, Frank Jay (1877–1956), US-amerikanischer Philanthrop und Hotelbesitzer
- Gould, Georgia (* 1980), US-amerikanische Radrennfahrerin
- Gould, Glenn (1932–1982), kanadischer Pianist, Komponist und Musikautor
- Gould, Gordon (1920–2005), US-amerikanischer Physiker, gilt als einer der Erfinder des Lasers
- Gould, Hannah Flagg (1789–1865), US-amerikanische Dichterin
- Gould, Harold (1923–2010), US-amerikanischer Schauspieler
- Gould, Helen Vivien (1893–1931), High Society-Lady in der New Yorker und Londoner Gesellschaft in der Belle Époque
- Gould, Henry W. (* 1928), US-amerikanischer Mathematiker
- Gould, Herman D. (1799–1852), US-amerikanischer Politiker
- Gould, Horace (1921–1968), britischer Autorennfahrer
- Gould, James (1770–1838), US-amerikanischer Jurist, Richter in Connecticut
- Gould, James C. (* 1945), US-amerikanischer Ordensgeistlicher, emeritierter Apostolischer Präfekt der Marshallinseln
- Gould, James L. (* 1945), US-amerikanischer Evolutionsbiologe und Verhaltensforscher
- Gould, James P (1923–1998), US-amerikanischer Geotechniker
- Gould, Jason (* 1966), US-amerikanischer Schauspieler und Sänger
- Gould, Jay (1836–1892), US-amerikanischer Anleger und UnternehmerJay Gould (1836–1892)

Jay Gould (1836–1892)

- Gould, Jay II (1888–1935), US-amerikanischer Sportler
- Gould, Jay M. (1915–2005), US-amerikanischer Ökonom, Statistiker und Epidemiologe
- Gould, Joan (1927–2022), US-amerikanische Journalistin und Schriftstellerin
- Gould, Jocelyn, kanadische Jazzmusikerin (Gitarre, Komposition)
- Gould, Joe (1889–1957), US-amerikanischer Autor und Stadtstreicher
- Gould, John (1804–1881), britischer Ornithologe
- Gould, John (* 1949), kanadischer Eishockeyspieler
- Gould, Jonathan (* 1968), schottischer Fußballtorhüter und -trainer
- Gould, Joseph (1915–1993), US-amerikanischer Gewerkschafter und Journalist
- Gould, Joyce, Baroness Gould of Potternewton (* 1932), britische Pharmazeutin, Gewerkschafterin und Politikerin
- Gould, Kelly (* 1999), US-amerikanische Schauspielerin
- Gould, Kenneth (* 1967), US-amerikanischer Boxer
- Gould, Laurence McKinley (1896–1995), US-amerikanischer Geologe, Hochschullehrer und Polarforscher
- Gould, Lois (1931–2002), US-amerikanische Schriftstellerin
- Gould, Marissa (* 1980), US-amerikanische Tennisspielerin
- Gould, Martin (* 1981), englischer Snookerspieler
- Gould, Megan, US-amerikanische Geigerin
- Gould, Michael C. (* 1953), US-amerikanischer Offizier, Generalleutnant der US Air Force
- Gould, Morgan (* 1983), südafrikanischer Fußballspieler
- Gould, Morton (1913–1996), US-amerikanischer Komponist, Dirigent und Pianist
- Gould, Nolan (* 1998), US-amerikanischer SchauspielerNolan Gould (* 1998)

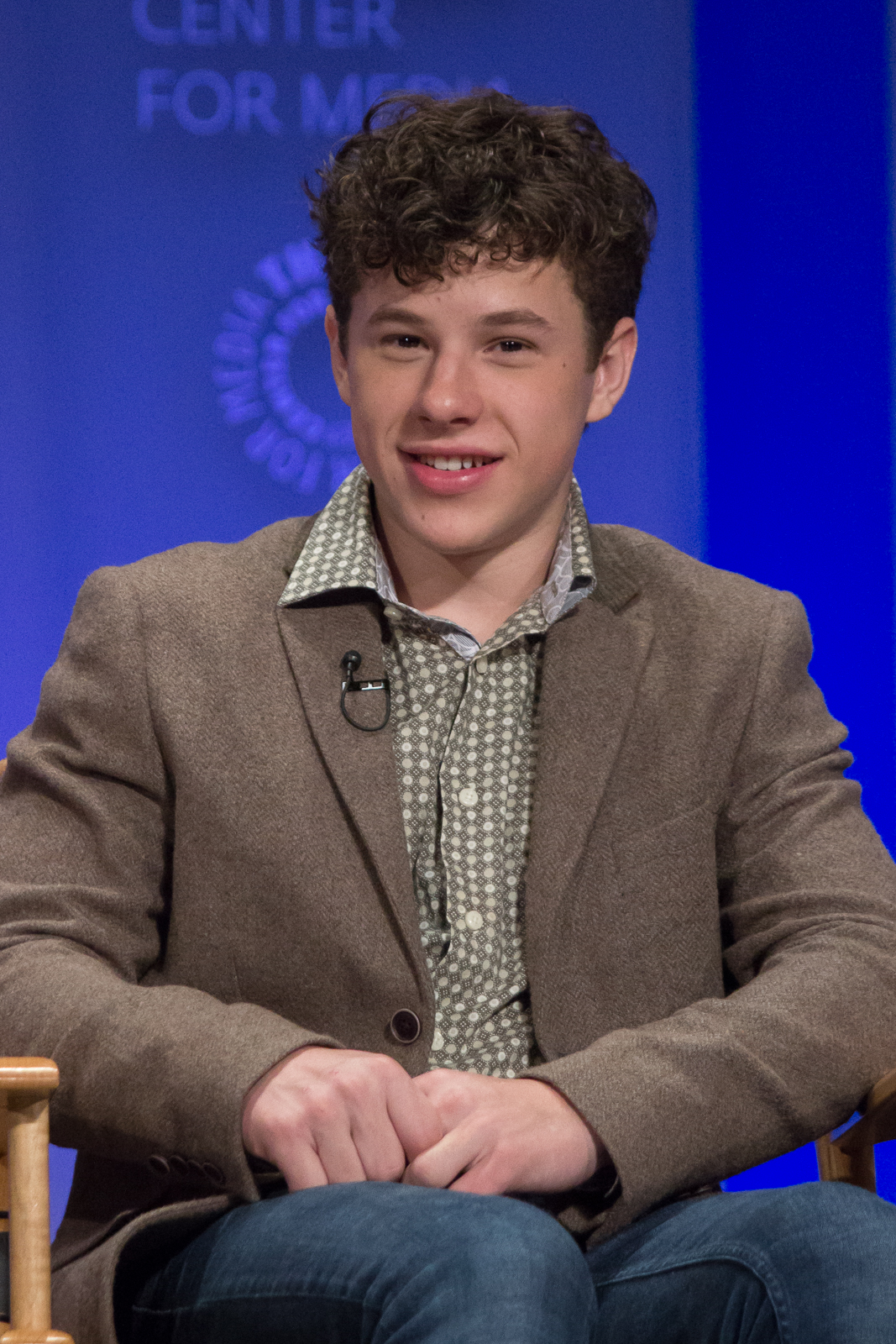
Nolan Gould (* 1998)

- Gould, Norman J. (1877–1964), US-amerikanischer Politiker
- Gould, Peter, US-amerikanischer Drehbuchautor, Regisseur und TV-Produzent
- Gould, Philip, Baron Gould of Brookwood (1950–2011), britischer Politiker (Labour Party)
- Gould, Rachel (* 1953), US-amerikanische Jazzsängerin
- Gould, Robbie (* 1982), US-amerikanischer American-Football-Spieler
- Gould, Robert, Szenenbildner
- Gould, Rodney (1943–2024), britischer Motorradfahrer
- Gould, Roger (* 1962), US-amerikanischer Filmregisseur
- Gould, Roy W. (1927–2022), US-amerikanischer Physiker
- Gould, Samuel W. (1852–1935), US-amerikanischer Politiker
- Gould, Shane (* 1956), australische SchwimmerinShane Gould (* 1956)

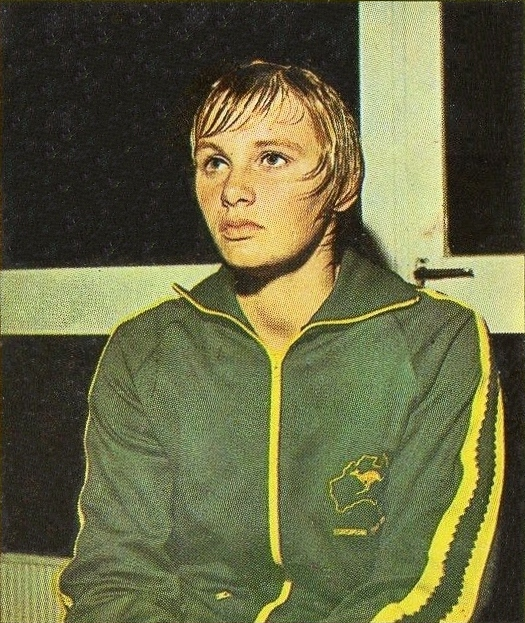
Shane Gould (* 1956)

- Gould, Stephen (1962–2023), US-amerikanischer Opernsänger (Tenor)
- Gould, Stephen Jay (1941–2002), US-amerikanischer Paläontologe, Geologe und Evolutionsbiologe
- Gould, Steven (* 1955), US-amerikanischer Science-Fiction-Autor und Lehrer
- Gould, Thomas (1657–1734), irischer katholischer Theologe
- Gould, Thomas (* 1968), irischer Politiker
- Gould, Victor, US-amerikanischer Jazzmusiker (Piano)
- Gould, Wayne (* 1945), neuseeländischer Verbreiter des Sudokus in Europa und Amerika
- Gould-Porter, Arthur (1905–1987), britisch-US-amerikanischer Schauspieler
- Goulde, Dejuan, US-amerikanischer American-Football- und Arena-Football-Spieler
- Goulden, Joseph A. (1844–1915), US-amerikanischer Politiker
- Goulder, Michael (1927–2010), britischer Bibelgelehrter
- Goulding Wood, Ruth (1875–1939), US-amerikanische Mathematikerin und Hochschullehrerin
- Goulding, Aaron (* 1982), australischer Fußballspieler
- Goulding, Andrzej, britischer Videodesigner
- Goulding, Edmund (1891–1959), britisch-US-amerikanischer Filmregisseur
- Goulding, Ellie (* 1986), britische Singer-SongwriterinEllie Goulding (* 1986)

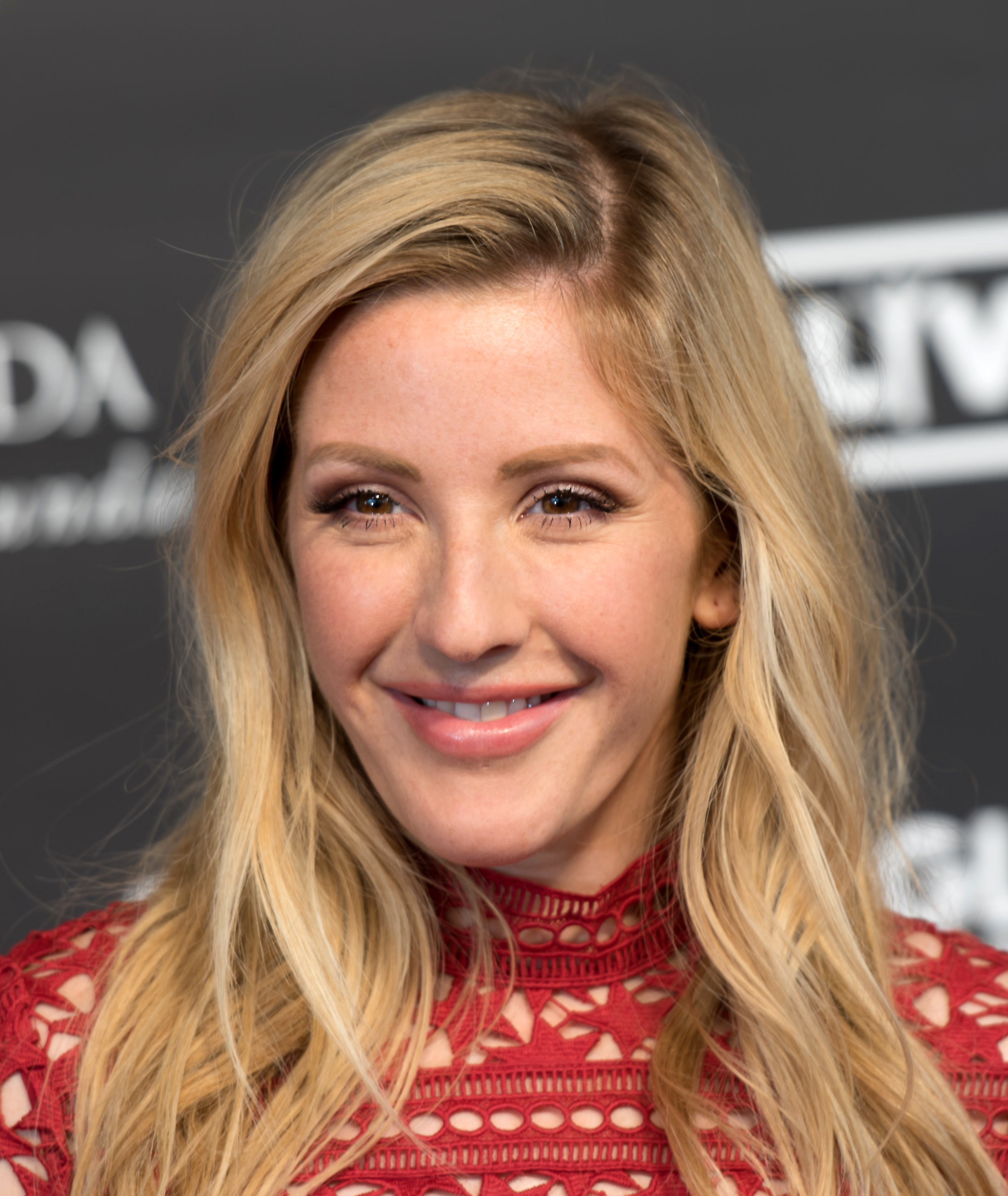
Ellie Goulding (* 1986)

- Goulding, George (1885–1966), kanadischer Leichtathlet
- Goulding, Grantley (1874–1947), britischer Leichtathlet und Teilnehmer der ersten Olympischen Sommerspiele
- Goulding, Richard (* 1981), britischer Schauspieler
- Goulding, Seán (1877–1959), irischer Politiker
- Gouldman, Graham (* 1946), britischer Komponist und Musiker
- Gouldner, Alvin W. (1920–1980), US-amerikanischer Soziologe
- Goule-Toppin, Natoya (* 1991), jamaikanische Leichtathletin
- Gouled Aptidon, Hassan (1916–2006), dschibutischer Politiker, Präsident und Premierminister von Dschibuti
- Goulem, Alain (* 1966), kanadischer Schauspieler und Synchronsprecher
- Goulet, Brent (* 1964), US-amerikanischer Fußballtrainer und -spieler
- Goulet, Charles (1902–1972), kanadischer Sänger und Chorleiter
- Goulet, Danis (* 1977), kanadische Filmemacherin
- Goulet, Émilius (* 1933), kanadischer Ordensgeistlicher, emeritierter Erzbischof von Saint-Boniface
- Goulet, Jean (1877–1965), kanadischer Geiger, Klarinettist und Dirigent
- Goulet, Joseph-Jean (1870–1951), kanadischer Violinist, Dirigent und Musikpädagoge
- Goulet, Michel (* 1960), kanadischer Eishockeyspieler
- Goulet, Nicolas (1745–1820), französischer Architekt und Sachbuchautor
- Goulet, Nicolette (1956–2008), US-amerikanische Schauspielerin
- Goulet, Richard (* 1943), kanadisch-französischer Philosophiehistoriker
- Goulet, Robert (1933–2007), US-amerikanischer Schauspieler, Sänger und EntertainerRobert Goulet (1933–2007)

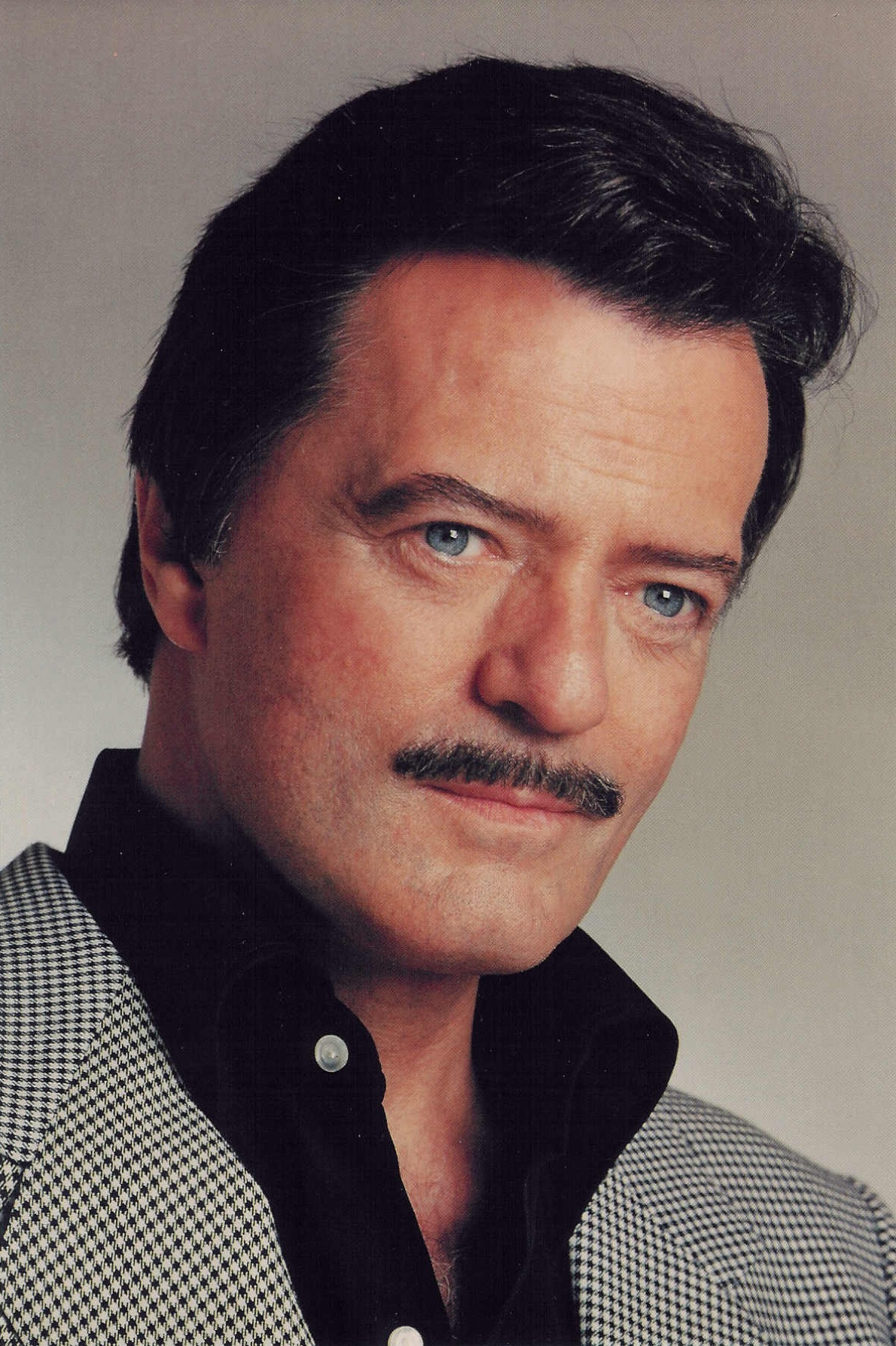
Robert Goulet (1933–2007)

- Goulet, Stéphane (* 1986), kanadischer Eishockeyspieler
- Goulet, Vincent (* 1968), französischer Soziologe, Journalist und Filmeditor
- Goulet, Yann (1914–1999), bretonischer Nationalist und Bildhauer
- Goulet-Cazé, Marie-Odile (1950–2023), französische Klassische Philologin und Philosophiehistorikerin
- Goulet-Nadon, Amélie (* 1983), kanadische Shorttrackerin
- Goulian, Michael (* 1968), US-amerikanischer Kunstflugpilot
- Goulielmakis, Eleftherios (* 1975), griechischer Physiker und Hochschullehrer
- Goullart, Peter (1901–1975), russischer Autor zu Südwestchina
- Goullet, Alfred (1891–1995), australischer Radrennfahrer
- Goullon, Heinrich Conrad Le (1801–1883), Arzt
- Goulmy, Els (* 1946), niederländische Immunologin
- Goulon, Hérold (* 1988), französischer Fußballspieler
- Goulon, Louis, französischer Militäringenieur
- Goulson, Dave (* 1965), britischer Biologe
- Goulu, Jean (1576–1629), französischer Zisterzienser, Schriftsteller und Übersetzer
- Gouly, Marie-Benoît-Louis (1753–1823), französischer Staatsmann

### Goum
- Goumai, Jacques (* 1972), togoischer Fußballspieler
- Goumas, Ioannis (* 1975), griechischer Fußballspieler
- Goumaz, Louis (1874–1953), Schweizer evangelischer Geistlicher und Hochschullehrer
- Goumba, Abel (1926–2009), zentralafrikanischer Politiker, Premierminister der Zentralafrikanischen Republik
- Goumba, Anne-Marie (* 1954), zentralafrikanische Politikerin
- Goumegou, Susanne, deutsche Romanistin
- Goumoëns, Elisabeth Studer-von (1878–1970), Schweizer Krankenschwester, Bürgerrechtlerin
- Goumois, William de (1865–1941), Schweizer Marinemaler
- Goumondy, Claude (* 1946), französischer Schachkomponist
- Goumou, Bernard (* 1980), guineischer Manager, Wirtschaftsprüfer und Politiker
- Goumri, Abderrahim (1976–2013), marokkanischer Leichtathlet

### Goun
- Gounaki, Artemis (* 1967), deutsche Sängerin, Texterin und Komponistin sowie Arrangeurin und Produzentin
- Gounalakis, Georgios (* 1958), deutscher Rechtswissenschaftler
- Gounaris, Dimitrios (1867–1922), griechischer Politiker
- Gounaris, Ioannis (* 1952), griechischer Fußballspieler
- Gounaropoulos, Giorgos (1890–1977), griechischer Maler
- Gounelle, Laurent (* 1966), französischer Schriftsteller
- Gounin, Jacques, Steinbildhauer und Holzschnitzer
- Gounod, Charles (1818–1893), französisch-deutscher KomponistCharles Gounod (1818–1893)

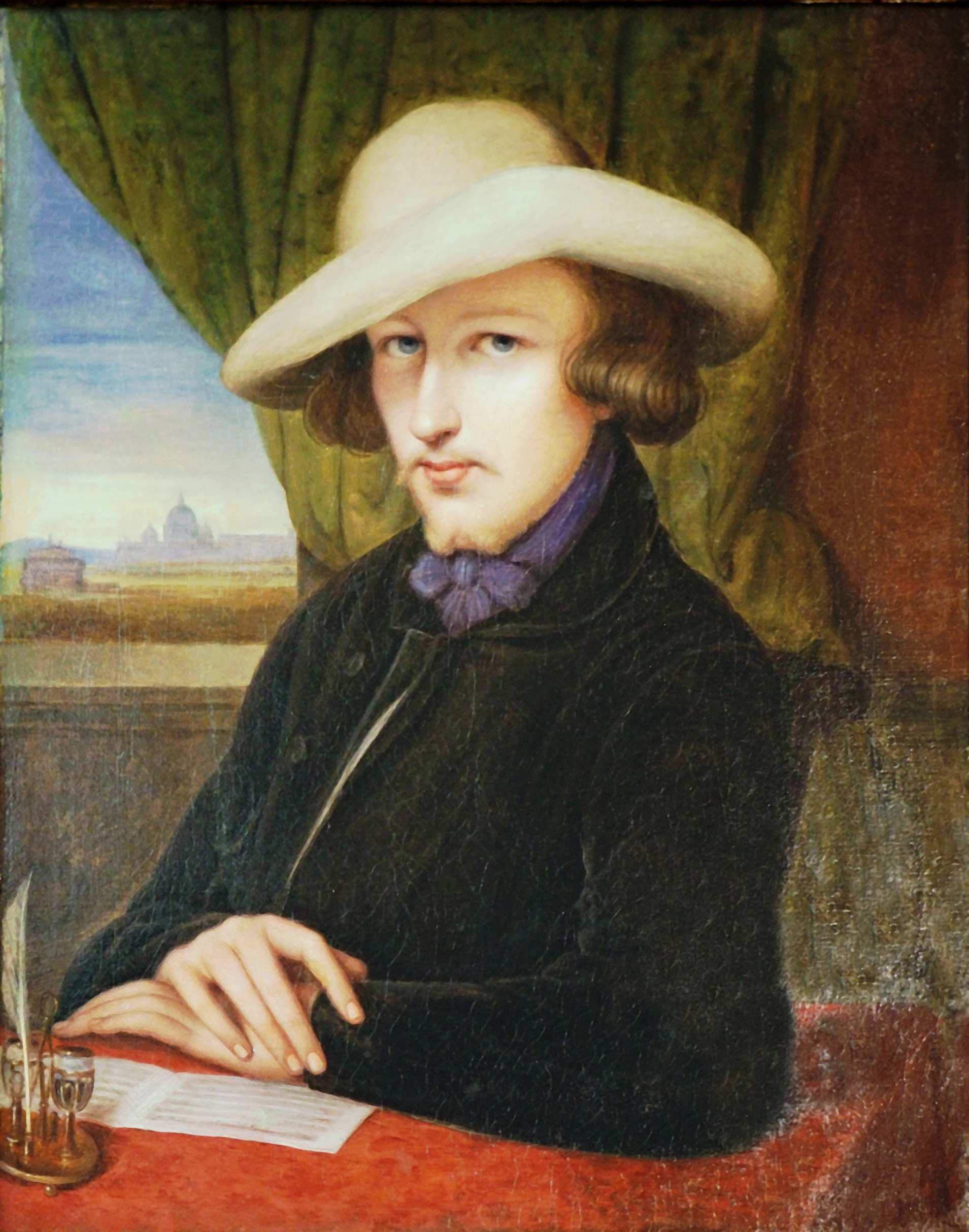
Charles Gounod (1818–1893)

- Gounon, Jean-Marc (* 1963), französischer Automobilrennfahrer
- Gounon, Jules (* 1994), französischer Rennfahrer
- Gounot, Charles-Albert (1884–1953), französischer Ordensgeistlicher und römisch-katholischer Erzbischof von Karthago
- Gountoulas, Apostolos (* 1985), griechischer Ruderer
- Gountoulas, Nikolaos (* 1985), griechischer Ruderer

### Goup
- Goupil, Adolphe (1806–1893), französischer Drucker, Buch- und Kunsthändler, Verleger, Publizist und Kunstsammler
- Goupil, Didier (* 1963), französischer Schriftsteller
- Goupil, Ernest (1814–1840), französischer Maler
- Goupil, Eugène (1831–1896), französisch-mexikanischer Philanthrop und Kunstsammler
- Goupil, Frédéric (* 1962), französischer Regisseur und Drehbuchautor
- Goupil, Jules Adolphe (1839–1883), französischer Genre- und Porträtmaler
- Goupil, René (1608–1642), französischer Laienmissionar und Jesuit
- Goupil-Despallières, Claude-Antoine (1771–1825), französischer Arzt und politischer Schriftsteller
- Gouppy, Julie, französische Schauspielerin

### Gour
- Gour, Émile (1893–1970), kanadischer Sänger (Tenor) und Chorleiter
- Gour, Romain (1899–1968), kanadischer Sänger (Bariton) und Autor
- Gourari, Anna (* 1972), deutsch-russische Konzertpianistin
- Gourari, Mokrane (* 1982), algerischer Fußballschiedsrichterassistent
- Gourari, Simon (* 1946), deutsch-russischer Schriftsteller, Pianist und Pädagoge
- Gouras, Giannis (1791–1826), griechischer Klepht, Armatole und Freiheitskämpfer
- Gouras, Minos (* 1998), deutsch-griechischer Fußballspieler
- Gouraud, Henri (1867–1946), französischer General
- Gouraud, Henri (* 1944), französischer Informatiker
- Gouraud, Jean-Louis (* 1943), französischer Journalist, Herausgeber und Schriftsteller
- Gourault, Jacqueline (* 1950), französische Politikerin
- Gourcuff, Christian (* 1955), französischer Fußballspieler und -trainer
- Gourcuff, Yoann (* 1986), französischer FußballspielerYoann Gourcuff (* 1986)

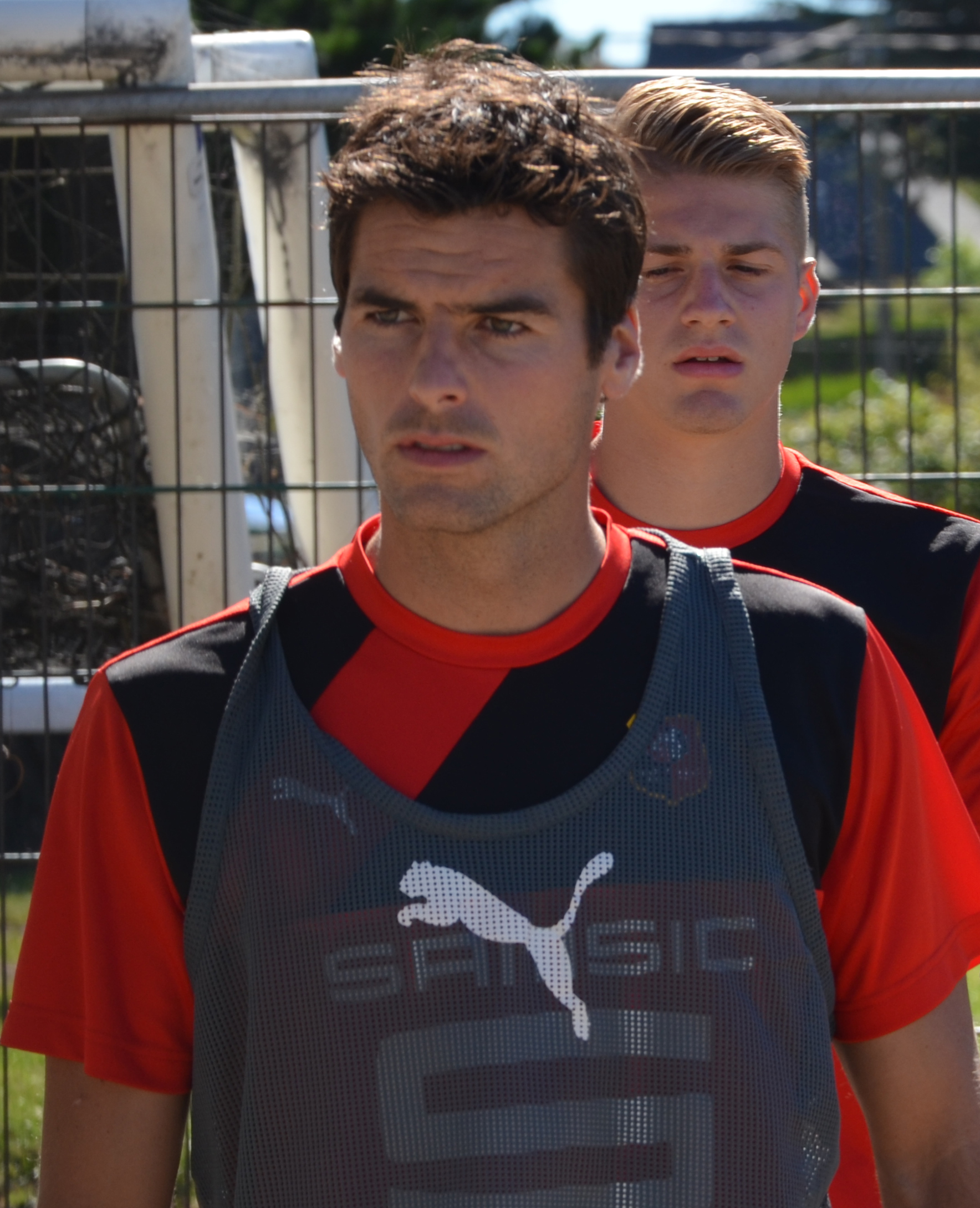
Yoann Gourcuff (* 1986)

- Gourcy, Peter von († 1795), preußischer Oberst und österreichischer General
- Gourd, Emilie (1879–1946), Schweizer Frauenrechtlerin
- Gourdain, Matthieu (* 1974), französischer Säbelfechter
- Gourdan, Claude-Christophe (1754–1804), Parlamentarier der französischen Revolution und Gründer der Jakobiner
- Gourdan, Madame († 1783), französische BordellbetreiberinMadame Gourdan († 1783)

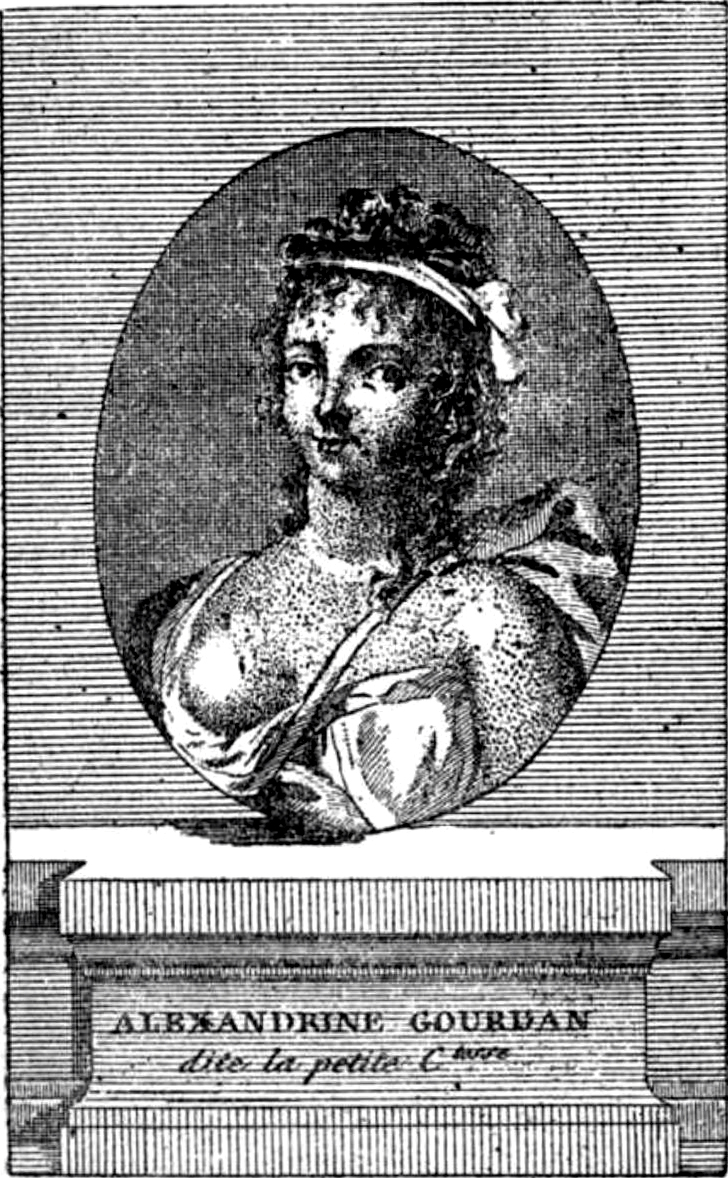
Madame Gourdan († 1783)

- Gourdault-Montagne, Maurice (* 1953), französischer Botschafter in Deutschland, Japan und im Vereinigten Königreich
- Gourdé, Heinrich Ludwig Germanicus (1806–1864), Unternehmer und Mitglied der Landstände des Herzogtums Nassau
- Gourde, Yanni (* 1991), kanadischer Eishockeyspieler
- Gourdin, Edward (1897–1966), US-amerikanischer Leichtathlet und Jurist
- Gourdin, François-Philippe (1739–1825), französischer Benediktiner, Gelehrter und Bibliothekar
- Gourdin, Theodore (1764–1826), US-amerikanischer Politiker
- Gourdine, Meredith (1929–1998), US-amerikanischer Weitspringer und Ingenieur
- Gourdon, Antoine Louis de (1765–1833), französischer Vizeadmiral
- Gourdon, François (* 1968), französischer römisch-katholischer Geistlicher, Bischof von Saint-Dié
- Gourdon, Robert (1914–1979), französischer Politiker, Mitglied der Nationalversammlung
- Gourevitch, Danielle (1941–2021), französische Klassische Philologin und Medizinhistorikerin
- Gourevitch, Philip (* 1961), US-amerikanischer Autor und Journalist
- Gourfinkel, Nina (1898–1984), französische Schriftstellerin und Mitglied der Résistance mit russischen Wurzeln
- Gourgaud, Gaspard (1783–1852), französischer General
- Gourgeon, Pierre-Henri (* 1946), französischer Manager
- Gourgouris, Stathis (* 1958), griechisch-US-amerikanischer Komparatist, Neogräzist und Dichter
- Gourguillon, François (1928–2007), französischer Geistlicher, Weihbischof in Reims
- Gouri, Haim (1923–2018), israelischer Schriftsteller, Journalist und Dokumentarfilmer
- Gourichy, Chafik (* 2000), französischer Fußballspieler
- Gouriéroux, Christian (* 1949), Ökonometriker
- Gourinat, Jean-Baptiste (* 1964), französischer Philosophiehistoriker
- Gourinchas, Pierre-Olivier (* 1968), französischer Ökonom
- Gourion, Jean-Baptiste (1934–2005), algerischer Ordensgeistlicher, Abt, römisch-katholischer Weihbischof im Lateinischen Patriarchat von Jerusalem
- Gourion, Lubna (* 1992), französische Schauspielerin und Synchronsprecherin
- Gouriou, Alain (1941–2012), französischer Politiker, Mitglied der Nationalversammlung
- Gouriye, Ninos (* 1991), niederländischer Fußballspieler
- Gourju, Pierre (1762–1814), französischer Ordensgeistlicher und Schriftsteller
- Gourlaouen, Carlo (1899–1946), Schweizer Skisportler
- Gourlay, Calum (* 1986), schottischer Jazz-Bassist
- Gourlay, Helen (* 1946), australische Tennisspielerin
- Gourlay, James (* 1954), britischer Tubist und Dirigent
- Gourley, Jimmy (1926–2008), US-amerikanischer Jazzgitarrist
- Gourley, Neil (* 1995), britischer Mittelstreckenläufer
- Gourlias, Markos (* 1995), griechischer Leichtathlet
- Gourlier, Charles-Pierre (1786–1857), französischer Architekt, Kupferstecher und Kunstschriftsteller
- Gourlin, Pierre-Sébastien (1695–1775), französischer Theologe
- Gourmelen, Jean-Pierre (* 1934), französischer Comicautor
- Gourmet, Olivier (* 1963), belgischer SchauspielerOlivier Gourmet (* 1963)

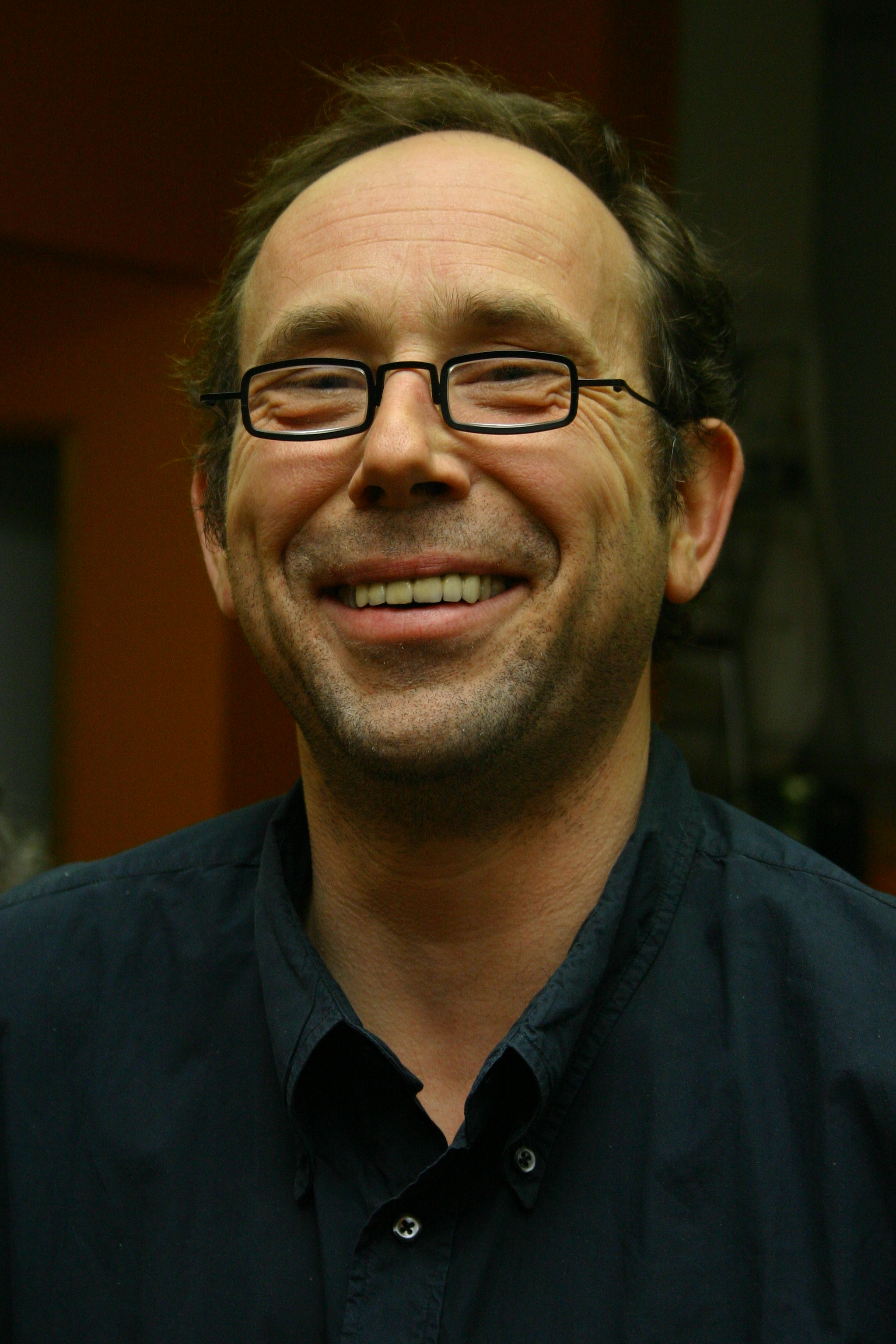
Olivier Gourmet (* 1963)

- Gourmi, Kaled (* 1986), französisch-algerischer Fußballspieler
- Gourmont, Remy de (1858–1915), französischer Schriftsteller, Mitbegründer und lange Zeit Mitarbeiter des »Mercure de France«
- Gourna-Douath, Lucas (* 2003), französisch-zentralafrikanischer Fußballspieler
- Gournay, Marie de (1565–1645), französische Schriftstellerin, Philosophin und Frauenrechtlerin
- Gournay, Vincent de (1712–1759), französischer Wirtschaftswissenschaftler
- Gourouza, Zakari (* 1982), nigrischer Judoka
- Gourrier, Dana (* 1979), US-amerikanische Schauspielerin
- Goursat, Édouard (1858–1936), französischer Mathematiker
- Goursat, Georges (1863–1934), französischer Karikaturist
- Goursat, Pierre (1914–1991), französischer Gründer der katholischen Gemeinschaft Emmanuel
- Goursaud, Anne (* 1943), französisch-amerikanische Filmeditorin und Filmregisseurin
- Goursaud, Jeanne (* 1996), deutsch-französische SchauspielerinJeanne Goursaud (* 1996)

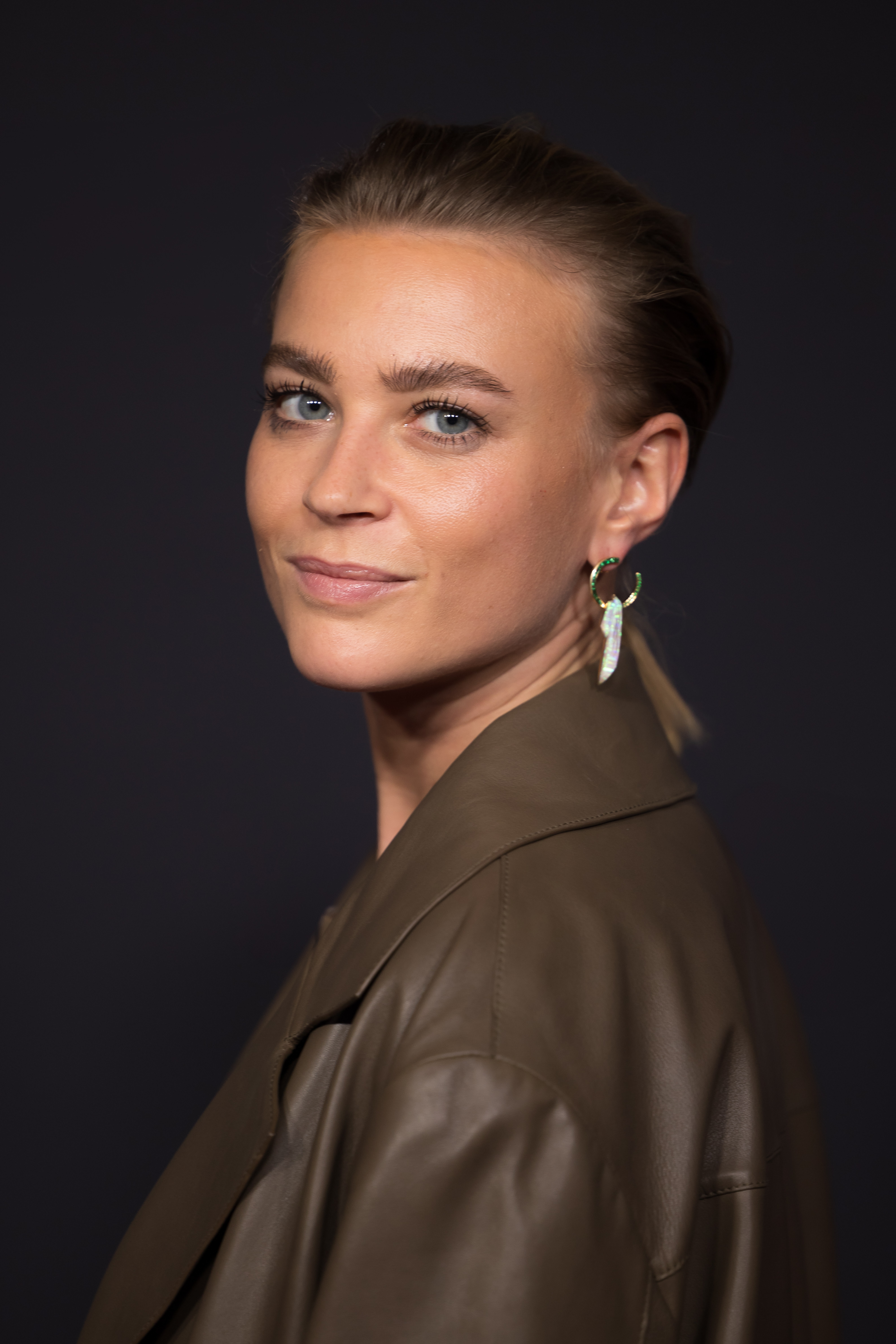
Jeanne Goursaud (* 1996)

- Gourse, Leslie (1939–2004), US-amerikanische Jazzautorin und Journalistin
- Gourski, Valeri (1954–2006), ukrainischer Maler und Bildhauer
- Gourson, Jeff (* 1946), US-amerikanischer Filmeditor
- Gourvennec, Jocelyn (* 1972), französischer Fußballspieler und Fußballtrainer
- Gourvès, François-Mathurin (1929–2020), französischer Geistlicher und römisch-katholischer Bischof von Vannes
- Gourville, Jean Hérault, Baron von (1625–1703), französischer Finanzmann und Abenteurer
- Gourville, Pascal (* 1975), mauretanischer Fußballspieler
- Gourzi, Konstantia (* 1962), griechische Komponistin und Dirigentin

### Gous
- Gous, Andries (* 1993), südafrikanischer Cricketspieler
- Gousgounis, Kostas (1931–2022), griechischer Pornodarsteller und Schauspieler
- Gousin, Tatiana (* 1994), griechische Hochspringerin
- Gouskos, Miltiadis (1877–1903), griechischer Leichtathlet
- Goussainville, Pierre de (1620–1683), französischer Kirchenhistoriker
- Goussé de La Roche-Allard, Gaspard de (1664–1745), französischer Aristokrat und Marineoffizier
- Goussen, Heinrich (1863–1927), deutscher Ostkirchenkundler und Liturgiewissenschaftler
- Gousset, Claude (1929–2022), französischer Jazzmusiker
- Gousset, Thomas (1792–1866), französischer römisch-katholischer Geistlicher, Erzbischof von Reims und Kardinal
- Goussier, Louis-Jacques (1722–1799), französischer Mathematiker, Philosoph und Graphiker
- Goussot, Raymond (1922–2015), französischer Radrennfahrer
- Goustan (* 974), bretonischer Heiliger

### Gout
- Gout, Christianne (* 1973), mexikanische Tänzerin und Schauspielerin
- Gout, Everardo, mexikanischer Regisseur und Drehbuchautor
- Gout, Gout (* 2007), australischer Sprinter
- Gout, Henri (1876–1953), französischer Politiker
- Gout, Jocelyne (* 1968), französische Fußballspielerin
- Goutal, Albert (1918–2009), französischer Radrennfahrer
- Goutas, Pierre (1922–2002), französischer Regisseur und Schauspieler
- Gouthe-Soulard, François-Xavier (1819–1900), französischer römisch-katholischer Geistlicher und Erzbischof
- Gouthier, Anselmo (1933–2015), italienischer Rechtsanwalt und Politiker (KPI), MdEP
- Gouthier, J. B. (* 1965), deutscher Gitarrist, Komponist und Musiker
- Gouthière, Pierre (1732–1813), französischer Ciseleur
- Gouthoeven, Wouter van (1577–1623), niederländischer Historiker
- Goutsos, Dionysis (* 1967), griechischer Sprachwissenschaftler und Neogräzist
- Goutt Goncalves, Yohan (* 1994), osttimoresischer Alpiner Skirennläufer
- Goutte, Pierre (1897–1965), französischer Autorennfahrer
- Gouttepifre, Christian (* 1943), französischer Autorennfahrer
- Goutziomitros, Wasiliki (* 1977), Schweizer Journalistin und Moderatorin

### Gouv
- Gouvêa Coelho, Carlos (1907–1964), brasilianischer Geistlicher, römisch-katholischer Erzbischof von Olinda e Recife
- Gouvea, Alberto Moreira (* 1998), brasilianischer Fußballspieler
- Gouvêa, Edgar Carício de (1921–2000), brasilianischer Geistlicher, römisch-katholischer Bischof von Irecê
- Gouvêa, Fernando Q. (* 1957), brasilianischer Mathematiker
- Gouveia, Alfredo (* 1954), portugiesischer Radrennfahrer
- Gouveia, André de (1497–1548), portugiesischer Humanist und Pädagoge
- Gouveia, Evaldo (1928–2020), brasilianischer Sänger, Komponist und Gitarrist
- Gouveia, Helena Ferro de (* 1971), portugiesische Journalistin und Dozentin
- Gouveia, Lata (* 1975), portugiesischer Singer-Songwriter und Gitarrist
- Gouveia, Rui Alberto Maggiolo († 1975), portugiesischer Offizier und Polizist
- Gouveia, Teodósio Clemente de (1889–1962), portugiesischer Geistlicher, Erzbischof von Maputo und Kardinal
- Gouveia, Teresa (* 1946), portugiesische Politikerin und Kulturfunktionärin
- Gouvello, Raphaëla le (* 1960), französische Windsurferin
- Gouvenou, Thierry (* 1969), französischer Radrennfahrer und Rennorganisator
- Gouventas, Kyriakos, griechischer Violinist
- Gouverneur, Deotilla (1907–1944), deutsche Steyler Missionsschwester und Märtyrin
- Gouverneur, Véronique (* 1964), belgische Chemikerin
- Gouvion Saint-Cyr, Laurent de (1764–1830), französischer Politiker und MilitärLaurent de Gouvion Saint-Cyr (1764–1830)

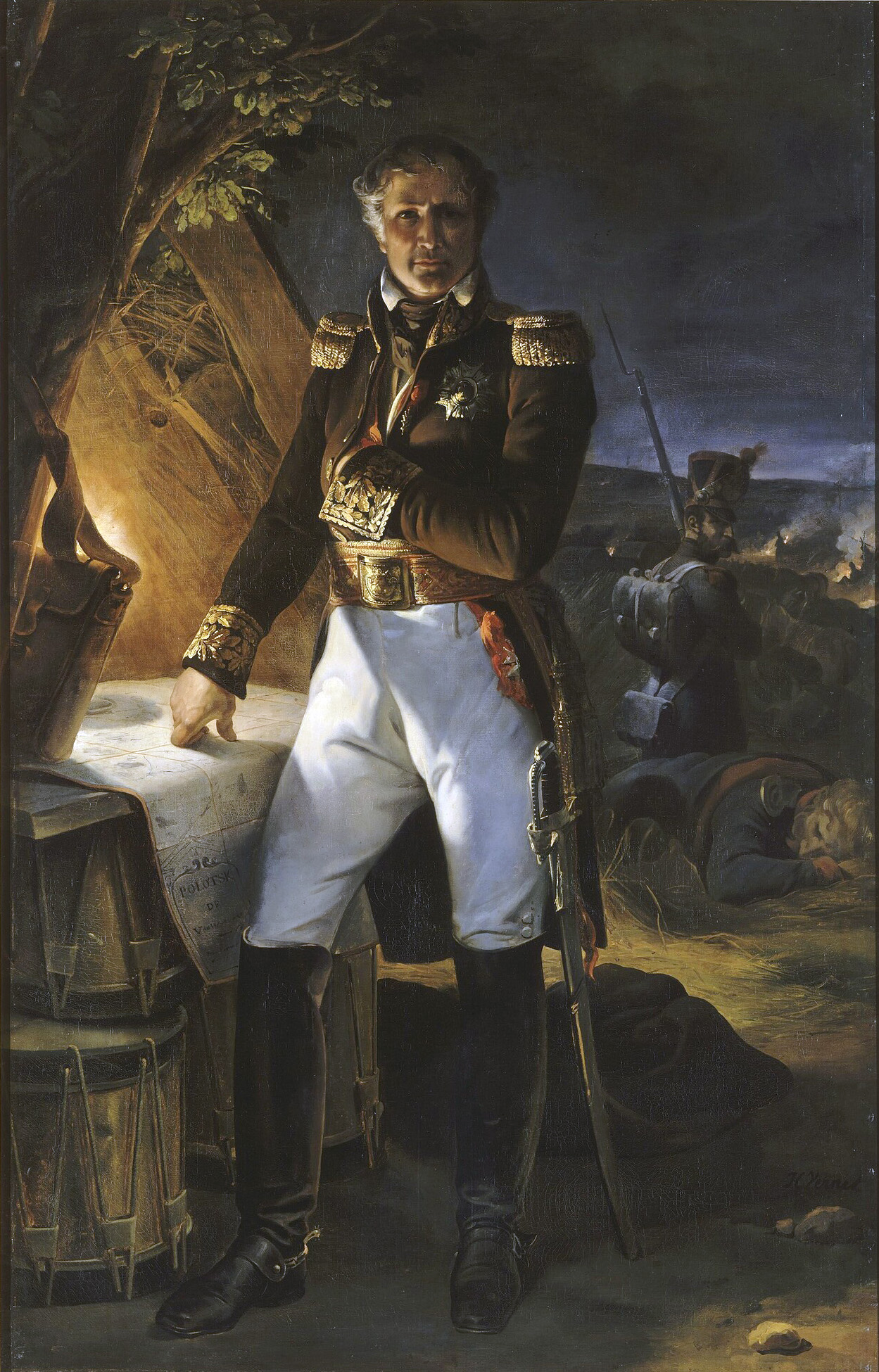
Laurent de Gouvion Saint-Cyr (1764–1830)

- Gouvion, Jean-Baptiste (1747–1792), französischer General und Politiker
- Gouvion, Louis-Jean-Baptiste (1752–1823), französischer General und Politiker
- Gouvy, François Louis Pierre (1748–1782), Unternehmer
- Gouvy, Georges (1785–1840), Unternehmer
- Gouvy, Guillaume (1695–1751), französischer Provinzial des Wilhelmitenordens
- Gouvy, Henry (1752–1795), französischer Unternehmer
- Gouvy, Henry (1780–1829), Unternehmer
- Gouvy, Pierre François (1758–1816), französischer Unternehmer
- Gouvy, Pierre Joseph (1715–1768), Unternehmer und Bürgermeister
- Gouvy, Théodore (1819–1898), französischer Komponist

### Gouw
- Gouw, Cynthia (* 1963), US-amerikanische Nachrichtensprecherin, Journalistin, Moderatorin, Model und Schauspielerin
- Gouw, Daniel (* 1986), US-amerikanischer Badmintonspieler
- Gouw, Raimond van der (* 1963), niederländischer Fußballtorhüter
- Gouw, Toon de (* 1960), niederländischer Jazzmusiker (Trompete)
- Gouweleeuw, Jeffrey (* 1991), niederländischer Fußballspieler
- Gouweleeuw, Joop (1940–2017), niederländischer Judoka
- Gouweloos, Jean (1868–1943), belgischer Porträt- und Aktmaler sowie Plakatkünstler und Lithograf
- Gouwen, Willem van der (* 1650), niederländischer Kupferstecher
- Gouws, Pierre (* 1960), simbabwischer Radrennfahrer

### Goux
- Goux, Elian (* 2001), argentinischer Handballspieler
- Goux, Jules (1885–1965), französischer Automobilpionier und -rennfahrer
- Goux, Pierre (1827–1904), französischer Bischof

### Gouy
- Gouy, Louis Georges (1854–1926), französischer Physiker
- Gouÿe de Longuemare, Agathe François (1792–1866), französischer Ornithologe und Verwaltungsangestellter in der Abteilung Überseekrankenäuser und Gefängnisse im Ministerium für Marine und Kolonien
- Gouye, Thomas (1650–1725), französischer Jesuit, Astronom und Linguist
- Gouyette, Maël (* 1999), französischer Mittelstreckenläufer
- Gouyon, Paul (1910–2000), französischer Geistlicher, Erzbischof von Rennes und Kardinal der römisch-katholischen Kirche

### Gouz
- Gouzes, André (1943–2024), französischer Kirchenmusiker, Komponist, Priester und Schriftsteller
- Gouzes, Gérard (* 1943), französischer Jurist und Politiker (Sozialistische Partei Frankreichs), Bürgermeister, Mitglied der französischen Nationalversammlung
- Gouzoulis-Mayfrank, Euphrosyne (* 1961), griechisch-deutsche Psychiaterin und Neurologin, ärztliche Direktorin in der LVR-Klinik Köln